# Гюйгенс, Христиан
Христиа́н Гю́йгенс ван Зёйлихем (нидерл. Christiaan Huygens МФА: [ˈkrɪstijaːn ˈɦœyɣə(n)s]о файле; 14 апреля 1629, Гаага — 8 июля 1695, там же) — голландский механик, физик, математик, астроном и изобретатель. Первый иностранный член Лондонского королевского общества (1663), член Французской академии наук с момента её основания (1666) и её первый президент (1666—1681).
Один из основоположников теоретической механики и теории вероятностей. Внёс значительный вклад в оптику, молекулярную физику, астрономию, геометрию, часовое дело. Открыл кольца Сатурна и Титан (спутник Сатурна). Изобрёл первую практически применимую модель часов с маятником. Положил начало волновой оптике.

## Биография

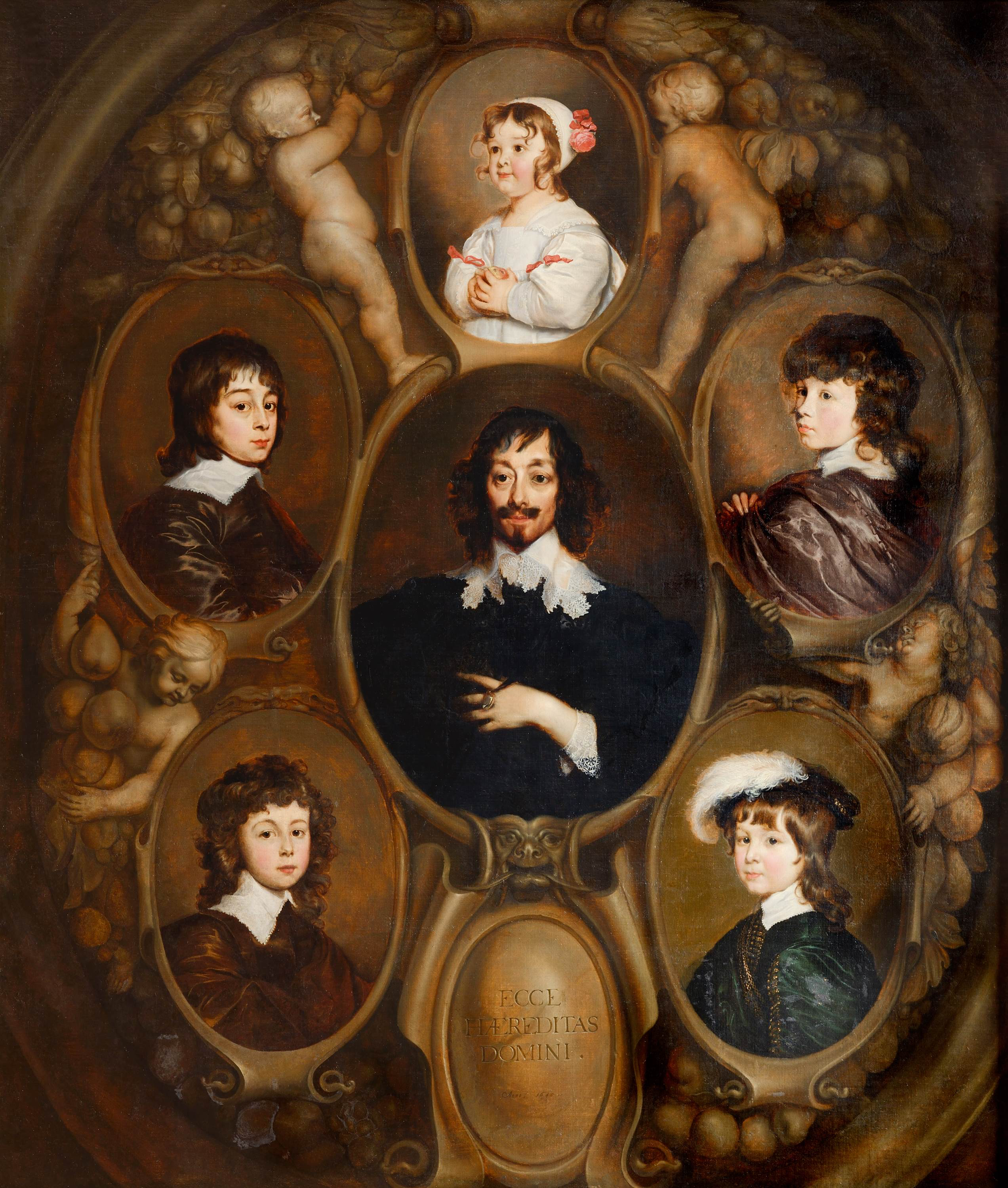
Портрет отца Гюйгенса (в центре) и его пяти детей (Христиан справа). Работа Адриана Ханнемана

Гюйгенс родился в Гааге в 1629 году. Отец его Константейн Гюйгенс (Хёйгенс) (1596—1687), тайный советник принцев Оранских, был известным литератором, получившим также хорошее научное образование. Константейн был другом Декарта, и декартовская философия (картезианство) оказала большое влияние не только на отца, но и на самого Христиана Гюйгенса.
Молодой Гюйгенс изучал право и математику в Лейденском университете, затем решил посвятить себя науке. В 1651 году опубликовал «Рассуждения о квадратуре гиперболы, эллипса и круга». Вместе с братом он усовершенствовал телескоп, доведя его до 92-кратного увеличения, и занялся изучением неба. Первая известность пришла к Гюйгенсу, когда он открыл кольца Сатурна (Галилей их тоже видел, но не смог понять, что это такое) и спутник этой планеты, Титан.
В 1657 году Гюйгенс получил голландский патент на конструкцию маятниковых часов. В последние годы жизни этот механизм пытался создать Галилей, но ему помешала прогрессирующая слепота. Часы на основе маятника пытались создать и другие изобретатели, однако надёжную и недорогую конструкцию, пригодную для массового применения, первым нашёл Гюйгенс, его часы реально работали и обеспечивали превосходную для того времени точность хода. Центральным элементом конструкции был придуманный Гюйгенсом якорь, который периодически подталкивал маятник и поддерживал равномерные, незатухающие колебания. Сконструированные Гюйгенсом часы с маятником быстро получили широчайшее распространение по всему миру. В 1673 году под названием «Маятниковые часы» вышел чрезвычайно содержательный трактат Гюйгенса по кинематике ускоренного движения. Эта книга была настольной у Ньютона, который завершил начатое Галилеем и продолженное Гюйгенсом построение фундамента механики.

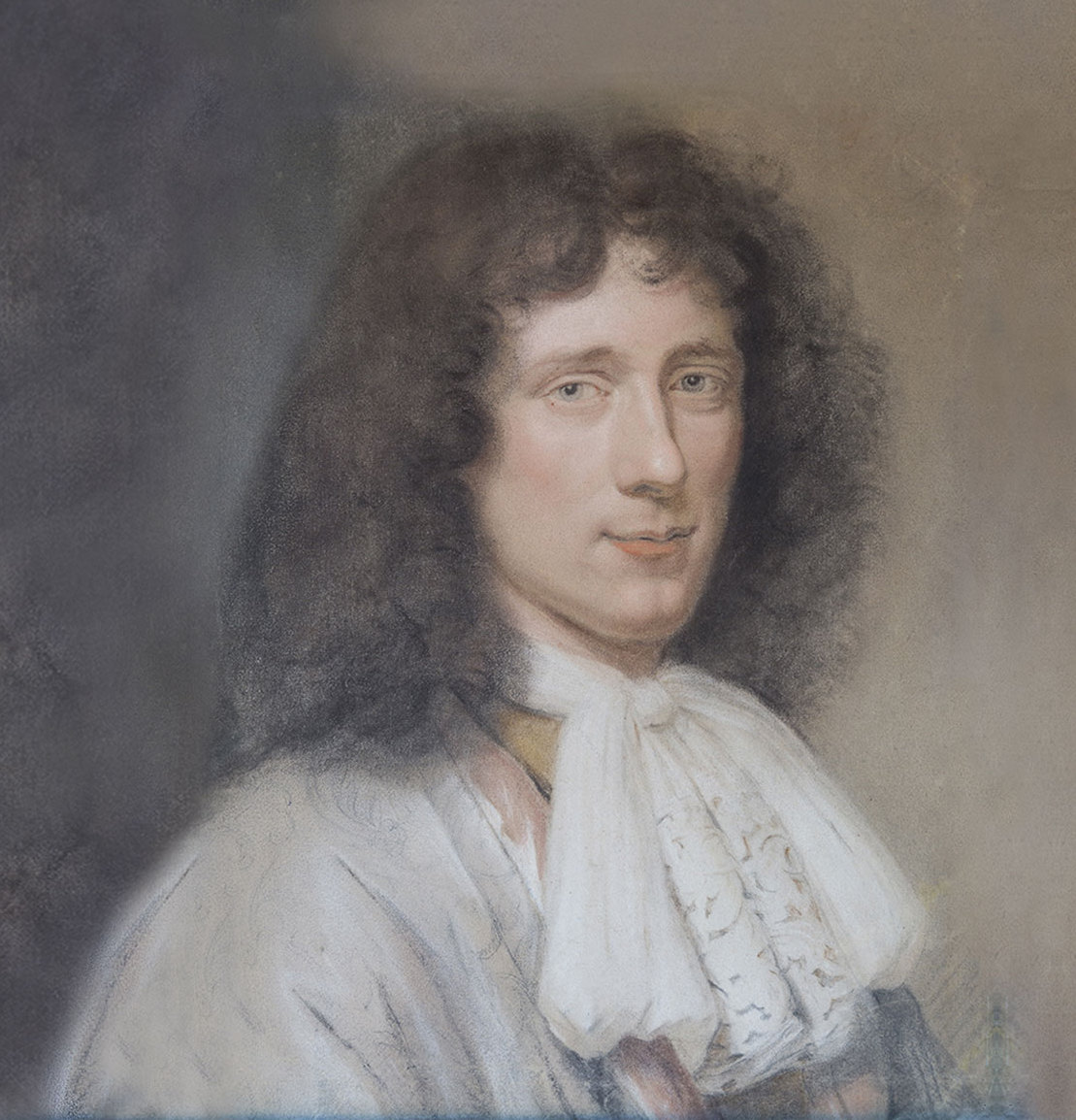
Портрет Христиана Гюйгенса. Бернард Вайлант

В 1661 году Гюйгенс совершил поездку в Англию. В 1665 году по приглашению Кольбера поселился в Париже, где в 1666 году была создана Французская академия наук. По предложению того же Кольбера Гюйгенс стал её первым президентом и руководил Академией 15 лет. В 1681 году, в связи с намеченной отменой Нантского эдикта, Гюйгенс, не желая переходить в католицизм, вернулся в Голландию, где продолжил свои научные исследования. В начале 1690-х годов здоровье учёного стало ухудшаться, он умер в 1695 году. Последним трудом Гюйгенса стал «Космотеорос», в нём он аргументировал возможность жизни на других планетах.

## Научная деятельность
Лагранж писал, что Гюйгенсу «было суждено усовершенствовать и развить важнейшие открытия Галилея».

### Математика

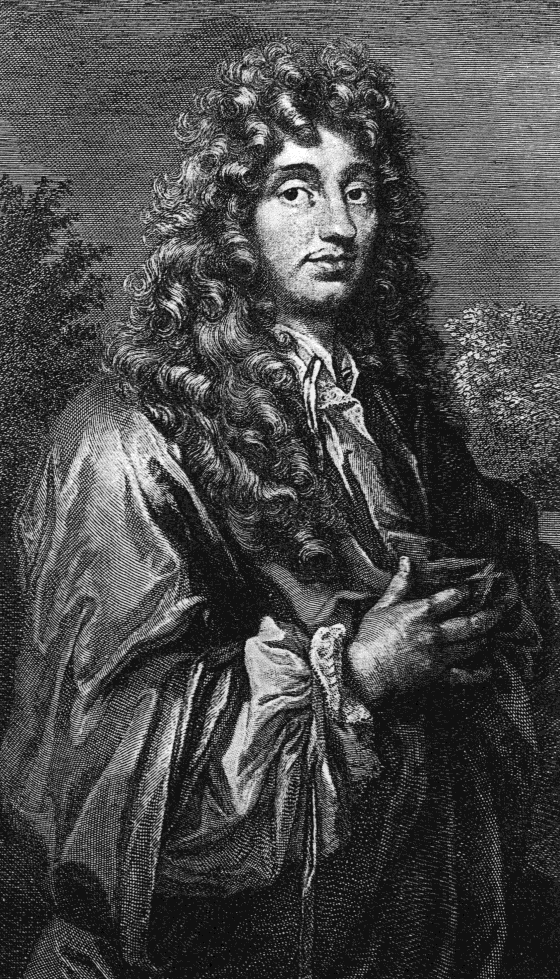
Христиан Гюйгенс
Гравюра с картины Каспара Нечера работы Г. Эделинка, 1684—1687 гг.

Научную деятельность Христиан Гюйгенс начал в 1651 году сочинением о квадратуре гиперболы, эллипса и круга. В 1654 году он разработал общую теорию эволют и эвольвент, исследовал циклоиду и цепную линию, продвинул теорию непрерывных дробей.
В 1657 году Гюйгенс написал приложение «О расчётах в азартной игре» к книге его учителя ван Схоотена «Математические этюды». Это было первое изложение начал зарождающейся тогда теории вероятностей. Гюйгенс, наряду с Ферма и Паскалем, заложил её основы, ввёл фундаментальное понятие математического ожидания. По этой книге знакомился с теорией вероятностей Якоб Бернулли, который и завершил создание основ теории.

### Механика
В 1657 году Гюйгенс издал описание устройства изобретённых им часов с маятником. В то время учёные не располагали таким необходимым для экспериментов прибором, как точные часы. Галилей, например, при изучении законов падения считал удары собственного пульса. Часы с колесами, приводимыми в движение гирями, были в употреблении с давнего времени, но точность их была неудовлетворительна. Маятник же со времен Галилея употребляли отдельно для точного измерения небольших промежутков времени, причём приходилось вести счёт числу качаний. Часы Гюйгенса обладали хорошей точностью, и учёный далее неоднократно, на протяжении почти 40 лет, обращался к своему изобретению, совершенствуя его и изучая свойства маятника. Гюйгенс намеревался применить маятниковые часы для решения задачи определения долготы на море, но существенного продвижения не добился. Надёжный и точный морской хронометр появился только в 1735 году (в Великобритании).
В 1673 году Гюйгенс опубликовал классический труд по механике «Маятниковые часы» («Horologium oscillatorium, sive de motu pendulorum an horologia aptato demonstrationes geometrica»). Скромное название не должно вводить в заблуждение. Кроме теории часов, сочинение содержало множество первоклассных открытий в области анализа и теоретической механики. Гюйгенс также проводит там квадратуру ряда поверхностей вращения. Это и другие его сочинения имели огромное влияние на молодого Ньютона.
В первой части труда Гюйгенс описывает усовершенствованный, циклоидальный маятник, который обладает постоянным временем качания независимо от амплитуды. Для объяснения этого свойства автор посвящает вторую часть книги выводу общих законов движения тел в поле тяжести — свободных, движущихся по наклонной плоскости, скатывающихся по циклоиде. Надо сказать, что это усовершенствование не нашло практического применения, поскольку при малых колебаниях повышение точности от циклоидального привеса незначительно. Однако сама методика исследования вошла в золотой фонд науки.
Гюйгенс выводит законы равноускоренного движения свободно падающих тел, основываясь на предположении, что действие, сообщаемое телу постоянной силой, не зависит от величины и направления начальной скорости. Выводя зависимость между высотой падения и квадратом времени, Гюйгенс делает замечание, что высоты падений относятся как квадраты приобретённых скоростей. Далее, рассматривая свободное движение тела, брошенного вверх, он находит, что тело поднимается на наибольшую высоту, потеряв всю сообщённую ему скорость, и приобретает её снова при возвращении обратно.
Галилей допускал без доказательства, что при падении по различно наклонным прямым с одинаковой высоты тела приобретают равные скорости. Гюйгенс доказывает это следующим образом. Две прямые разного наклонения и равной высоты приставляются нижними концами одна к другой. Если тело, спущенное с верхнего конца одной из них, приобретает большую скорость, чем пущенное с верхнего конца другой, то можно пустить его по первой из такой точки ниже верхнего конца, чтобы приобретенная внизу скорость была достаточна для подъёма тела до верхнего конца второй прямой; но тогда бы вышло, что тело поднялось на высоту, большую той, с которой упало, а этого быть не может. От движения тела по наклонной прямой Гюйгенс переходит к движению по ломаной линии и далее к движению по какой-либо кривой, причём доказывает, что скорость, приобретаемая при падении с какой-либо высоты по кривой, равна скорости, приобретаемой при свободном падении с той же высоты по вертикальной линии, и что такая же скорость необходима для подъёма того же тела на ту же высоту как по вертикальной прямой, так и по кривой. Затем, переходя к циклоиде и рассмотрев некоторые геометрические свойства её, автор доказывает таутохронность движений тяжёлой точки по циклоиде.
В третьей части сочинения излагается теория эволют и эвольвент, открытая автором ещё в 1654 году; здесь он находит вид и положение эволюты циклоиды. В четвёртой части излагается теория физического маятника; здесь Гюйгенс решает ту задачу, которая не давалась стольким современным ему геометрам, — задачу об определении центра качаний. Он основывается на следующем предложении:

Если сложный маятник, выйдя из покоя, совершил некоторую часть своего качания, большую полуразмаха, и если связь между всеми его частицами будет уничтожена, то каждая из этих частиц поднимется на такую высоту, что общий центр тяжести их при этом будет на той высоте, на которой он был при выходе маятника из покоя.
Это предложение, не доказанное у Гюйгенса, является у него в качестве основного начала, между тем как теперь оно представляет простое следствие закона сохранения энергии.
Теория физического маятника дана Гюйгенсом вполне в общем виде и в применении к телам разного рода. Гюйгенс исправил ошибку Галилея и показал, что провозглашённая последним изохронность колебаний маятника имеет место лишь приближённо. Он отметил также ещё две ошибки Галилея в кинематике: равномерное движение по окружности связано с ускорением (Галилей это отрицал), а центробежная сила пропорциональна не скорости, а квадрату скорости.
В последней, пятой части своего сочинения Гюйгенс дает тринадцать теорем о центробежной силе. Эта глава даёт впервые точное количественное выражение для центробежной силы, которое впоследствии сыграло важную роль для исследования движения планет и открытия закона всемирного тяготения. Гюйгенс приводит в ней (словесно) несколько фундаментальных формул:
- для периода колебаний: {\displaystyle T=2\pi {\sqrt {\frac {l}{g}}}};
- для центростремительного ускорения: {\displaystyle a={\frac {v^{2}}{r}}}.

### Астрономия

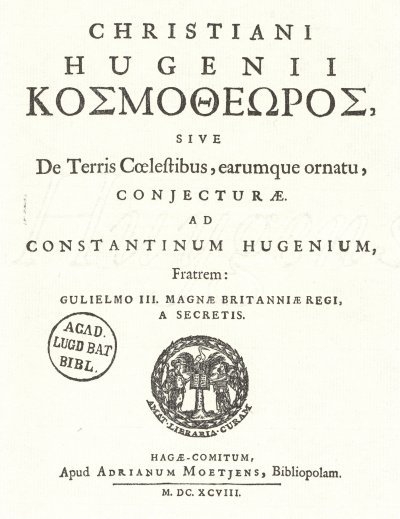
Титульная страница популярного астрономического и философского трактата Гюйгенса «Cosmotheoros»

Гюйгенс самостоятельно усовершенствовал телескоп; в 1655 году он открыл спутник Сатурна Титан и описал кольца Сатурна. В 1659-м он описал всю систему Сатурна в изданном им сочинении.
В 1672 году он обнаружил ледяную шапку на Южном полюсе Марса. Он подробно описал туманность Ориона и другие туманности, наблюдал двойные звёзды, оценил (довольно точно) период вращения Марса вокруг оси.
Последняя книга «ΚΟΣΜΟΘΕΩΡΟΣ sive de terris coelestibus earumque ornatu conjecturae» (на латинском языке; опубликована посмертно в Гааге в 1698 году) — философско-астрономическое размышление о Вселенной. Полагал, что другие планеты также населены людьми. Книга Гюйгенса получила широчайшее распространение в Европе, где была переведена на английский (1698), голландский (1699), французский (1702), немецкий (1703), русский (1717) и шведский (1774) языки. На русский язык по указу Петра I была переведена Яковом Брюсом под названием «Книга мирозрения». Считается первой в России книгой, где излагается гелиоцентрическая система Коперника.
В этом труде Гюйгенс сделал первую (наряду с Джеймсом Грегори) попытку определить расстояние до звёзд. Если предположить, что все звёзды, включая Солнце, имеют близкую светимость, то, сравнивая их видимую яркость, можно грубо оценить отношение расстояний до них (расстояние до Солнца было тогда уже известно с достаточной точностью). Для Сириуса Гюйгенс получил расстояние в 28000 астрономических единиц, что примерно в 20 раз меньше истинного (опубликовано посмертно, в 1698 году).

### Оптика и теория волн
Гюйгенс участвовал в современных ему спорах о природе света. В 1678 году он выпустил «Трактат о свете» (фр. Traité de la lumière) — набросок волновой теории света: ньютоновская «Оптика» с изложением альтернативной корпускулярной теории вышла в 1704 году.
Другое замечательное сочинение он издал в 1690 году; там он изложил качественную теорию отражения, преломления и двойного лучепреломления в исландском шпате в том самом виде, как она излагается теперь в учебниках физики. Сформулировал «принцип Гюйгенса», позволяющий исследовать движение волнового фронта, впоследствии развитый Френелем и сыгравший важную роль в волновой теории света. Открыл поляризацию света (1678).
Ему принадлежит оригинальное усовершенствование телескопа, использованного им в астрономических наблюдениях и упомянутого в параграфе об астрономии, он изобрел окуляр Гюйгенса, состоящий из двух плосковыпуклых линз (используется и в наши дни). Также он является изобретателем диаскопического проектора — т. н. «волшебного фонаря».

### Другие достижения

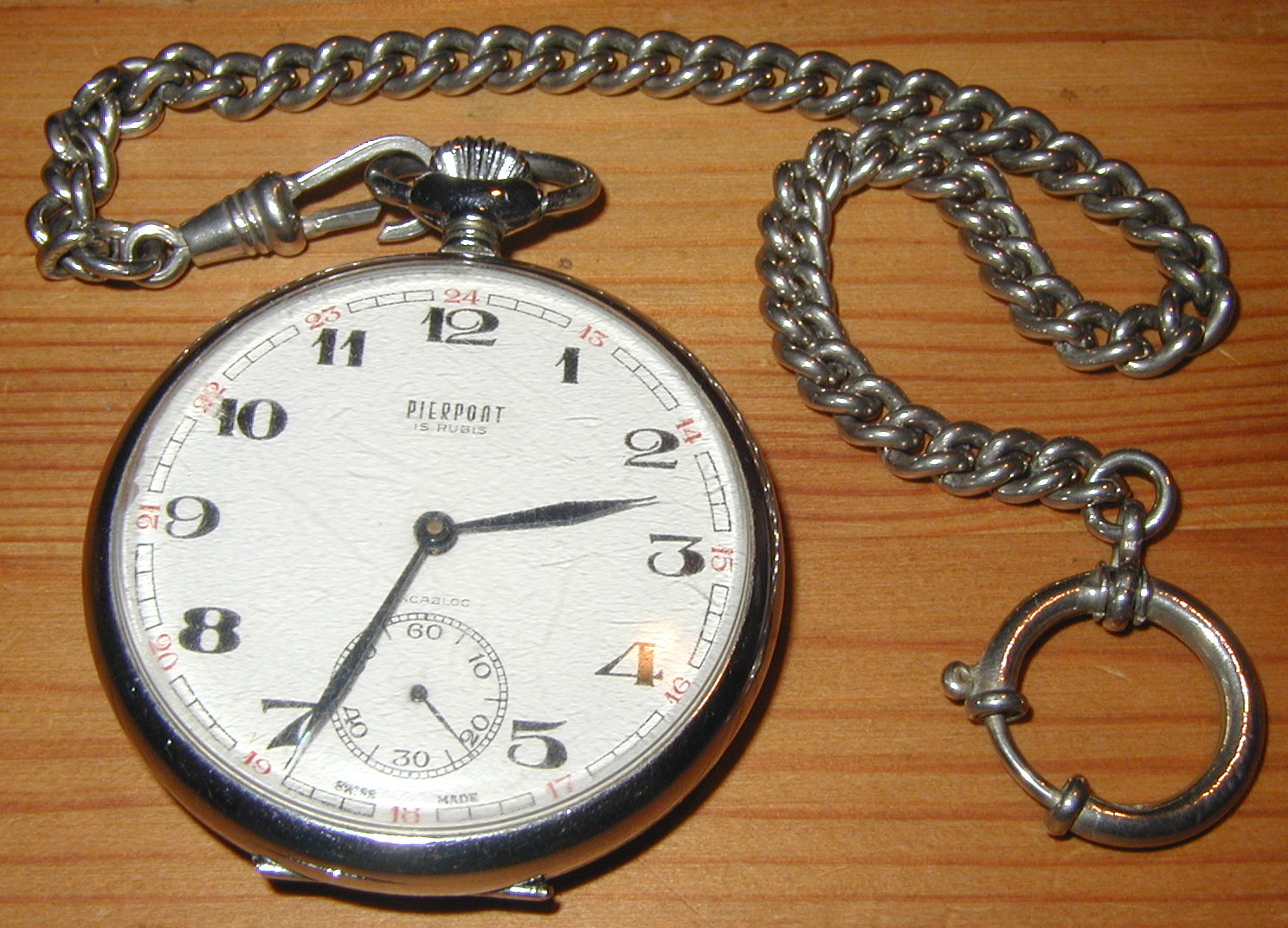
Карманные механические часы

Гюйгенс обосновал (теоретически) сплюснутость Земли у полюсов, а также объяснил влияния центробежной силы на направление силы тяжести и на длину секундного маятника на разных широтах. Он дал решение вопроса о соударении упругих тел, одновременно с Валлисом и Реном (опубликовано посмертно) и одно из решений вопроса о виде тяжёлой однородной цепи, находящейся в равновесии (цепная линия).
Ему принадлежит изобретение часовой спирали, заменяющей маятник, крайне важное для навигации; первые часы со спиралью были сконструированы в Париже часовым мастером Тюре в 1674 году. В 1675 году запатентовал карманные часы.
Гюйгенс первым призвал выбрать всемирную натуральную меру длины, в качестве которой предложил 1/3 длины маятника с периодом колебаний 1 секунда (это примерно 8 см).

## Философия науки
В молодости Гюйгенс увлекался системой мира Декарта (картезианством), но позднее стал относиться к ней критически. Ни механика, ни оптика Гюйгенса не похожи на декартовские. В конце жизни Гюйгенс так оценил идеи Декарта: «Сейчас я не нахожу во всей его физике, метафизике или метеорологии ничего, что я мог бы принять за истину». В философии науки Гюйгенс был ближе к позиции Галилея и Ньютона, чем Декарта — он не выдумывал спекулятивные «первопричины», для Гюйгенса объяснить явление природы значило найти на опытах и выразить математически законы, которым оно подчиняется:

В области физики не существует точных доказательств, а причины можно узнать только через последствия, делать предположения — только на основе опыта или известных явлений и стараться проверить, соответствуют ли этим предположениям другие явления

## Основные труды
- Horologium oscillatorium, 1673 (Маятниковые часы, на латинском).
- Сosmotheeoros. (английский перевод издания 1698 года) — астрономические открытия Гюйгенса, гипотезы об иных планетах.
- Treatise on Light (Трактат о свете, английский перевод).

### Переводы на русский язык
- «Книга мирозрения и мнение о небесно-земных глобусах и их украшениях». Пер. Якова Брюса. Санкт-Петербург, 1717; 2-е изд., 1724 (в русском издании не указаны имя автора и имя переводчика, но согласно «ЭСБЕ» и «РБСП» это был Христофор Гавенский).
- Архимед. Гюйгенс. Лежандр. Ламберт. О квадратуре круга. С приложением истории вопроса, составленной Ф. Рудио. Пер. С. Н. Бернштейна. Одесса, Mathesis, 1913. (Репринт: М.: УРСС, 2002).
- Гюйгенс Х. Трактат о свете, в котором объяснены причины того, что с ним происходит при отражении и преломлении, в частности при странном преломлении исландского кристалла. М.-Л.: ОНТИ, 1935.
- Гюйгенс Х. Три мемуара по механике. М.: Изд. АН СССР, 1951. Серия: Классики науки.
  - Маятниковые часы.
  - О движении тел под влиянием удара.
  - О центробежной силе.
  - ПРИЛОЖЕНИЯ:
    - К. К. Баумгарт. Христиан Гюйгенс. Краткий биографический очерк.
    - К. К. Баумгарт. Работы Христиана Гюйгенса по механике.

## Память
В честь Гюйгенса названы:
- Пик Гюйгенса на Луне и расположенный рядом кратер Гюйгенс А[22];
- Кратер на Марсе;
- Астероид 2801 Huygens;
- Европейский космический зонд, запущенный в 1997 году и достигший Титана;
- Huygens Laboratory. Дата обращения: 31 января 2016. Архивировано из оригинала 26 мая 2008 года. — лаборатория в Лейденском университете, Нидерланды